# إيبو آدامز
إبريما «إيبو» آدامز (من مواليد 15 يناير 1996) هو لاعب كرة قدم غامبيا محترف. يلعب كلاعب خط وسط لنادي دوري الدرجة الثانية فوريست غرين روفرز.